# Footbag

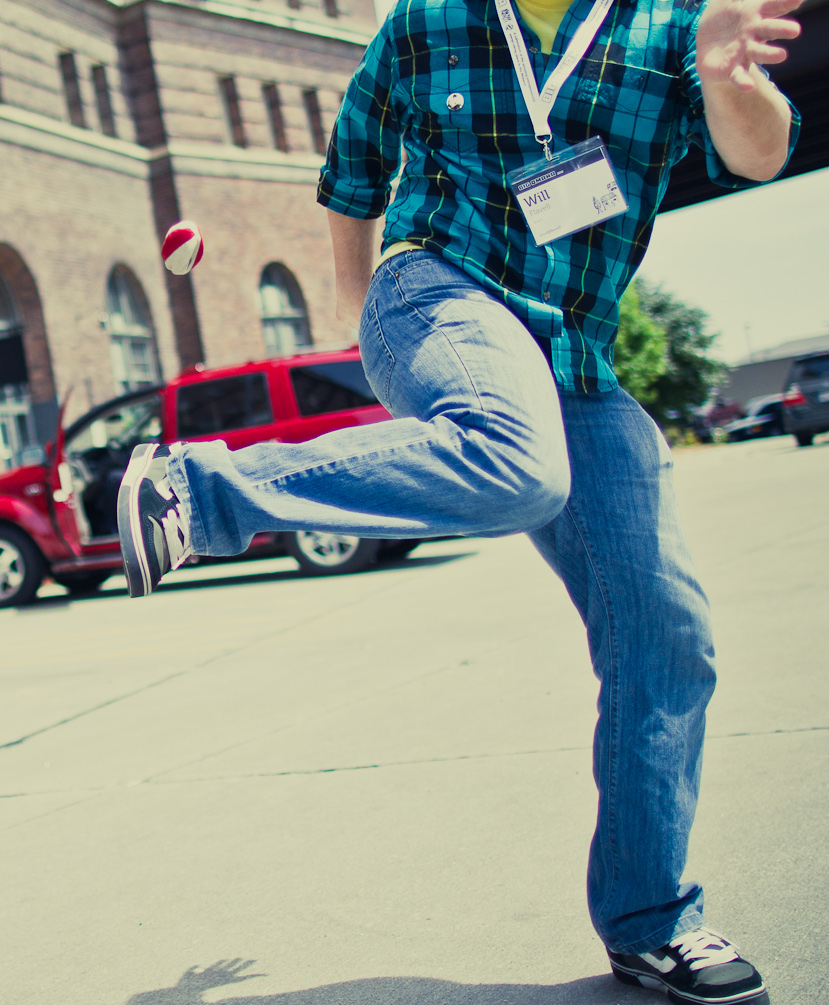
Mężczyzna odbijający „zośkę”

Footbag – nazwa zbiorcza pokrewnych dyscyplin sportu i przyrządu, który jest w nich wykorzystywany. Footbag w Polsce jest często nazywany grą w zośkę.

## Dyscypliny
W Footbagu wyróżnia się kilka dyscyplin. W każdej z nich podstawowym elementem jest podbijanie małej piłeczki nogami, ale na różne sposoby.

### Freestyle
Polega na wykonywaniu trików footbagiem. Piłeczkę można kopać i łapać wszystkimi częściami ciała oprócz rąk. Dodatkowo można wykonywać różnorodne inne elementy, takie jak: obroty wokół zośki nogami (dex), czy głową (ducking, diving, zulu, weaving), obrót całego ciała wokół własnej osi (spin), i wiele innych. Footbag Freestyle dzieli się na następujące konkurencje: Routines (główna konkurencja, gracz prezentuje dwuminutowy układ (tzw. schemat) pod wybraną przez siebie wcześniej muzykę, podobnie jak w łyżwiarstwie figurowym ocenia się jego umiejętności techniczne i artystyczne, istnieją schematy Singles (singlowe) i Doubles (gra w parze), Circle Contest (gracze mierzą się grając w kółku w dwóch rundach („Różnorodność” i „Gęstość”) po 3 komba, a sędziowie oceniają ich grę), Shred 30 (gracze graja 30 sekund jak najtrudniejszymi trickami, a następnie jest obliczany wynik na podstawie wzoru : ilość addów+ilość addów*ilość unikatowych tricków/ilość kontaktów), Sick 3 (gracz wykonuje połączenie 3 tricków, ma zazwyczaj 7 prób), Big 1 (gracz wykonuje jeden najtrudniejszy trick, ma zazwyczaj 7 prób), Most Rippin' Run (2 graczy mierzy się z sobą na długość komb), Request Contest (gracz w każdej rundzie musi wykonać jedno z dwóch wymaganych komb złożonych z dwóch tricków) oraz Short Technical Program.

### Net
Odmiana „siatkonogi”, gra się na boisku o wymiarach 1340 cm × 610 cm przez siatkę na wysokości 152,5 cm twardą piłeczką o średnicy od 5 do 6 cm. Istnieją dwie odmiany gry – single, czyli pojedynek dwóch graczy, oraz double net, gdzie mierzą się ze sobą drużyny złożone z dwóch zawodników. Można odbijać footbag tylko stopami, zasady punktowania podobne jak w siatkówce. Efektowne są bloki i ścięcia nogami w wyskoku.

### Inne
Prócz dwóch wyżej wymienionych dyscyplin istnieją również inne, bardziej rekreacyjne, takie jak Golf, 4 Squares (4 kwadraty), czy 2 Squares (2 kwadraty).

## Sprzęt
Każda dyscyplina Footbagu ma swój własny sprzęt.

### Freestyle

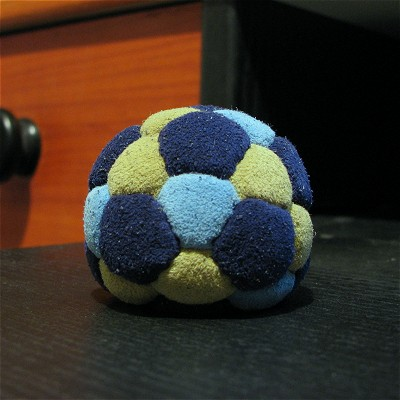
Profesjonalny 32-panelowy Footbag do gry we Freestyle

We Freestyle'u używa się małych piłeczek – woreczków (4cm-5cm dla zaawansowanych i 5cm-6cm dla początkujących), uszytych najczęściej z cienkiego syntetycznego zamszu zwanego facilem, wypełnionych mniej niż do połowy objętości piaskiem, żwirkiem, plastikowym granulatem, metalowym śrutem lub mieszaniną tych materiałów. Każdy footbag składa się z pewnej ilości łatek. Te z małą ilością paneli (2, 4, 6, 8, 12) stosowane są zazwyczaj przez początkujących graczy, ponieważ są stosunkowo tanie (10-20 zł) i łatwo można złapać je na but. Profesjonaliści używają zazwyczaj woreczków 32-panelowych, gdyż zachowują one w powietrzu kształt kuli, co pomaga przy trudniejszych ewolucjach. Istnieją również zośki o większej ilości łatek (42, 64, a nawet 256!), ale z uwagi na dużą ilość szwów gra się nimi dość trudno i służą głównie do zwykłej gry w zośkę.
Ważnym elementem we Freestyle'u jest również odpowiednie obuwie. Początkujący gracze zadowolą się zwykłymi trampkami. Profesjonaliści używają zazwyczaj tenisowego obuwia Adidas Rod Laver, Adidas Nastase, czy Reebok G-Unit G-6, ale również buty o nazwie Quantum firmy Planet Footbag, pierwsze oficjalne buty do Footbag Freestyle'u, które światło dzienne ujrzały zaledwie przed paroma laty i wciąż są udoskonalane.

### Net
W dyscyplinie Net używa się twardych, ciężkich footbagów, wykonanych ze skóry i mocno wypełnionych, które wyglądem przypominają małą piłkę.

## Zawody
W Footbagu, podobnie jak w innych dyscyplinach sportu, odbywają się zawody. W 2009 r. miały miejsce 30. coroczne Mistrzostwa Świata w Footbag, a pierwsze Mistrzostwa Polski w Footbag odbyły się w roku 2001.

### Aktualni Mistrzowie Świata w Footbag[1]

#### Freestyle
- Open Singles Routines – Vaclav Klouda (Czechy)
- Women Singles Routines – Tina Aeberli (Szwajcaria)
- Open Doubles Routines – Michał Ostrowski i Tomasz Ostrowski (Czechy)
- Mixed Doubles Routines – Małgorzata Olędzka i Tomasz Ostrowski (Polska)
- Open Circle Contest – Vaclav Klouda (Czechy)
- Open Shred 30 – Milan Benda (Czechy)
- Women Shred 30 – Tina Aeberli (Szwajcaria)
- Open Sick 3 – Arkadiusz Dudziński (Polska)
- Open Request Contest – Milan Benda (Czechy)

#### Net
- Open Singles Net – Emmanuel Bouchard (Kanada)
- Open Doubles Net – Patrick Schrickel i Florian Goetze (Niemcy)
- Women Singles Net – Maude Landreville (Kanada)
- Women Doubles Net – Maude Landreville i Genevicve Bousquet (Kanada)
- Mixed Doubles Net – Maude Landreville i J-F Lemieux (Kanada)

#### Inne
- Open 2 Square – Wiktor Dębski (Polska)
- Open Golf – Stephan Rautenberg (Niemcy)

### Aktualni Mistrzowie Polski w Footbag[potrzebnyprzypis]

#### Freestyle
- Open Singles Routines – Marcin Bujko
- Women Singles Routines – Caroline Birch (Australia)
- Intermediate Singles Routines – Krystian Bubula
- Open Sick 3 – Evan Gatesman (USA)
- Open Sick Trick – Rafał Kaleta
- Open Circle Contest – Evan Gatesman (USA)
- Open Rippin' Run – Jakub Mościszewski (znany również jako LAVIX5)
- Open Shred30 – Arkadiusz Stanek
- Open Doubles Freestyle – Małgorzata Olędzka i Tomasz Ostrowski
- 2 Squares – Wiktor Dębski